# 构造演算
构造演算(CoC)是高阶有类型 lambda 演算，这里的类型是一级值。因此在 CoC 内有可能定义从整数到类型、从类型到类型的函数，同从整数到整数的函数一样。CoC 是强规范化的。
CoC 最初由 Thierry Coquand 开发。
CoC 是 Coq 定理证明器早期版本的基础；它后来的版本建造在归纳构造演算之上，这是带有对归纳数据类型的天然支持的 CoC 扩展。在最初的 CoC 中，归纳数据类型必须模拟为它们的多态解构函数。

## 构造演算的基础
构造演算可以被当作 Curry-Howard同构的扩展。Curry-Howard 同构把在简单类型 lambda 演算中项关联上在直觉命题逻辑中自然演绎证明。构造演算扩展了这个同构为在完全的直觉谓词逻辑中的证明，这包括了量化陈述（它也叫做"命题"）的证明。

## 项
在构造演算中项使用如下规则构造：
- T 是项（也叫做类型）
- P 是项（也叫做命题，所有命题的类型）
- 变量 {\displaystyle x,y,z...} 是项
- 如果 {\displaystyle A} 和 {\displaystyle B} 是项，则如下也是项
  - {\displaystyle \mathbf {(} AB)}
  - ({\displaystyle \mathbf {\lambda } x:A.B})
  - ({\displaystyle \forall x:A.B})

构造演算有 5 种对象类型：
1. 证明，它是其类型都是命题的那些项
2. 命题，也叫做小类型
3. 谓词，它是返回命题的函数
4. 大类型，它是谓词的类型。（P 是大类型的例子）
5. T 自身，它是大类型的类型。

## 判断
在构造演算中，判断是类型推理：
{\displaystyle x_{1}:A_{1},x_{2}:A_{2},\ldots \vdash t:B}
它可以被读作蕴涵
如果变量 {\displaystyle x_{1},x_{2},\ldots } 分别有类型 {\displaystyle A_{1},A_{2},\ldots }，则项 {\displaystyle t} 有类型 {\displaystyle B}。
构造演算的有效判断是从推理规则集合可推导的。在下面，我们使用 {\displaystyle \Gamma } 来指示类型指派的序列 
{\displaystyle x_{1}:A_{1},x_{2}:A_{2},\ldots }，并使用 K 来指示要么 P 要么 T。我们将写 {\displaystyle A:B:C} 来指示“{\displaystyle A} 有类型 
{\displaystyle B}，和 {\displaystyle B} 有类型 {\displaystyle C}”。我们将写 {\displaystyle B(x:=N)} 来指示用项 
{\displaystyle N} 代换在项 {\displaystyle B} 中变量 {\displaystyle x} 的结果。
推理规则用如下形式写成
{\displaystyle {\Gamma \vdash A:B} \over {\Gamma '\vdash C:D}}

它指示着
如果 {\displaystyle \Gamma \vdash A:B} 是有效判断，则 {\displaystyle \Gamma '\vdash C:D} 也是。

## 构造演算的推理规则
1. {\displaystyle {{} \over {}\vdash P:T}}
2. {\displaystyle {\Gamma \vdash A:K \over {\Gamma ,x:A\vdash x:A}}}
3. {\displaystyle {\Gamma ,x:A\vdash t:B:K \over {\Gamma \vdash (\lambda x:A.t):(\forall x:A.B):K}}}
4. {\displaystyle {\Gamma \vdash M:(\forall x:A.B)\qquad \qquad \Gamma \vdash N:A \over {\Gamma \vdash MN:B(x:=N)}}}

## 定义逻辑运算
构造演算在引入基本算子的时候是非常简约的：唯一形成命题的逻辑算子是 {\displaystyle \forall }。但是，这个唯一的算子足够定义所有其他逻辑算子：
{\displaystyle {\begin{matrix}A\Rightarrow B&\equiv &\forall x:A.B&(x\notin B)\\A\wedge B&\equiv &\forall C:P.(A\Rightarrow B\Rightarrow C)\Rightarrow C&\\A\vee B&\equiv &\forall C:P.(A\Rightarrow C)\Rightarrow (B\Rightarrow C)\Rightarrow C&\\\neg A&\equiv &\forall C:P.(A\Rightarrow C)&\\\exists x:A.B&\equiv &\forall C:P.(\forall x:A.(B\Rightarrow C))\Rightarrow C&\end{matrix}}}

## 定义数据类型
在构造演算中可以定义计算机科学中使用的基本数据类型：
布尔{\displaystyle \forall A:P.A\Rightarrow A\Rightarrow A}
自然数{\displaystyle \forall A:P.(A\Rightarrow A)\Rightarrow (A\Rightarrow A)}
乘积 {\displaystyle A\times B}{\displaystyle A\wedge B}
不交并 {\displaystyle A+B}{\displaystyle A\vee B}

## 引用
- Thierry Coquand and Gerard Huet: The Calculus of Constructions. Information and Computation, Vol. 76, Issue 2-3, 1988.
- For a source freely accessible online, see Coquand and Huet: The calculus of constructions。Technical Report 530, INRIA, Centre de Rocquencourt, 1986.
- M. W. Bunder and Jonathan P. Seldin: Variants of the Basic Calculus of Constructions （页面存档备份，存于）。2004.